# Mali Vuković
Mali Vuković – wieś w Chorwacji, w żupanii karlowackiej, w mieście Slunj. W 2011 roku liczyła 115 mieszkańców.